# Panjin

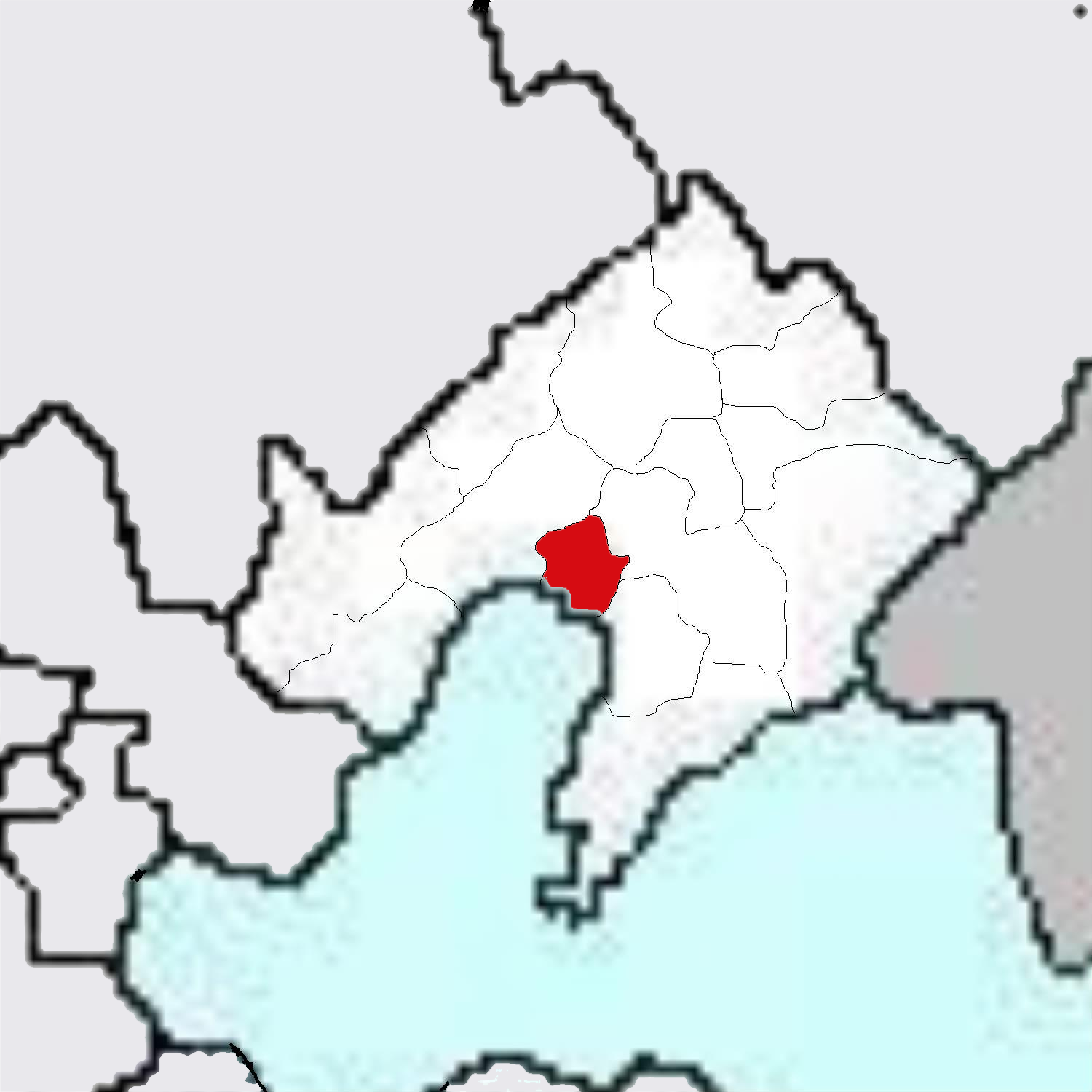
Lage Panjins in der Provinz Liaoning

Panjin (盘锦市,  Pánjǐn Shì) ist eine bezirksfreie Stadt in der nordostchinesischen Provinz Liaoning. Sie hat eine Fläche von 4.071 km² und 1.389.691 Einwohner (Stand: Zensus 2020). Panjin liegt im Süden der Provinz am Unterlauf des Liao He. 
Der Name setzt sich zusammen aus 盘,  pán, „Rundes“ (z. B. „Teller“, aber auch „Umgebung“), und 锦,  jǐn, „Schönes“ (z. B. „Brokat“), bedeutet also etwa so viel wie „der Umgebung Schönheit“.
Die Stadt und die Umgebung ist vor allem durch die petrochemische Industrie geprägt.
Auf Kreisebene setzt sich Panjin aus drei Stadtbezirken und einem Kreis zusammen. Diese sind (Stand: Zensus 2020):
- Stadtbezirk Xinglongtai (兴隆台区), 446 km², 529.394 Einwohner, Sitz der Stadtregierung;
- Stadtbezirk Shuangtaizi (双台子区), 99 km², 214.290 Einwohner;
- Stadtbezirk Dawa (大洼区), 1.586 km², 422.797 Einwohner;
- Kreis Panshan (盘山县), 1.694 km², 223.210 Einwohner.

Seit September 2012 ist Panjin in ganz China zum Symbol für einen nationalen Missstand geworden: Millionen Chinesen wurden bzw. werden von ihrem Land vertrieben, weil der Staat dort neue Straßen oder Gebäude baut. Ein Grundstückseigentümer übergoss sich mit Benzin und drohte mit Selbstverbrennung; der Vizepolizeichef von Panjin erschoss ihn.

## Persönlichkeiten
- Zhao Long (* 1967), Politiker